# Francesc de Gualbes i de Terrades
Francesc de Gualbes i de Terrades (m. ca. 1346), conegut pel sobrenom de «Dirga», va ser un mercader i ciutadà de Barcelona. Va ser un dels fills petits de Joan Ferrer de Gualbes i de Valença de Terrades; d'ells va rebre 8.000 sous en qualitat de legítima. Es va casar amb Maciana de Nàgera i va tenir un únic fill del mateix nom; Maria Teresa Ferrer i Mallol apunta que era Francesc de Gualbes, que va arribar a ser diputat del braç reial a la Diputació del General de Catalunya. Ell mateix va arribar a ser jurat del Consell de Cent. La data exacta de la seva mort és desconeguda, però almenys havia mort el 23 d'agost de 1346, data del testament del seu germà Ferrer. Abans va tenir temps de testar en favor del seu fill.